# Metro (brætspil)
 For alternative betydninger, se Metro. (Se også artikler, som begynder med Metro)
Metro (oprindelig engelsk titel Iron Horse) er et brætspil for 2-6 spillere, udgivet i år 2000 på Queen Games. Spillet er designet af Dirk Henn.
I spillet bygger man Paris' metro, omend stærkt abstrakt, idet stationerne er udlagt langs randen og i midten af et bræt bestående af 8×8 kvadrater. Hver spiller lægger i sin tur en brik med snoede jernbanestykker. Spillerne får point ved at deres stationer forbindes til andre stationer - jo længere (og dermed typisk mere snoet) bane, jo flere point.
| Spil | Spire Denne artikel om spil eller lege er en spire som bør udbygges. Du er velkommen til at hjælpe Wikipedia ved at udvide den. |